# خميس بشير
خميس عاشور خميس بشير هو لاعب كرة يد كويتي، شارك في منافسات دورة الألعاب الأولمبية الصيفية لعام 1980 في موسكو ضمن منتخب الكويت لكرة اليد.

## المسيرة الأولمبية
شارك خميس بشير ضمن تشكيلة منتخب الكويت لكرة اليد في دورة الألعاب الأولمبية الصيفية 1980، والتي أنهى فيها الفريق البطولة في المركز الثاني عشر.

## معلومات فنية
يبلغ طول خميس بشير حوالي 140 سم، ويزن تقريبًا 70 كجم. خلال مسيرته، كان مرتبطًا بنادي «النصر» الكويتي.

## نتائج المنتخب في موسكو 1980
ضمن المباريات التي خاضها المنتخب في تلك البطولة، خسر الكويت جميع مبارياته في الدور التمهيدي ضد منتخبات قوية مثل رومانيا، الاتحاد السوفييتي، سويسرا، يوغوسلافيا، والجزائر، ومن ثم خسر مباراة تحديد المراكز ضد كوبا بنتيجة 24–32، ليحتل المركز الثاني عشر في الترتيب العام.